# CO-TRAVELER
CO-TRAVELER — программа электронной слежки Агентства национальной безопасности США, инструмент для отслеживания передвижения владельцев сотовых телефонов и выявления их скрытых контактов. Программа позволяет по собранным данным производить поиск сигнала любого мобильного телефона в любой части планеты, определять траектории движения и выстраивать карты взаимодействия между людьми. Общий объем массива данных с координатами составляет свыше 27 терабайт. В рамках программы ежедневно АНБ собирает около 5 миллиардов записей о местонахождении и передвижениях владельцев мобильных телефонов по всему миру.

## Цели и назначение
Согласно данным, опубликованным американской газетой The Washington Post, основной задачей инструмента является построение карт связи абонентов сотовых операторов, которые являются предметом наблюдения разведывательного агентства. По сведениям из сверхсекретных документов, переданным в редакцию газеты бывшим сотрудником компании-подрядчика агентства Эдвардом Сноуденом, и бесед с должностными лицами американской разведки, данные используются для вычисления передвижения известных террористов. Для достижения этой цели АНБ собирает обширную базу данных устройств и их расположения, большинство из которых, по определению, ни в каких нарушениях не подозревается. Используя эту базу, АНБ применяет изощренные методы аналитики, чтобы идентифицировать тех, кого они называют сопутниками (англ. co-travelers) — ассоциированными с целью наблюдения неизвестными, с которыми объект наблюдения вместе путешествует или встречается.

## Методы сбора и анализа информации
Сотовые телефоны сообщают о своём местоположении, даже когда они не используются для совершения звонков или передачи текстовых сообщений. Программа CO-TRAVELER и другие связанные инструменты требовали методичного сбора и хранения данных о местоположении в планетарном масштабе. АНБ заранее, не зная, какой процент собираемых данных может понадобиться, не стало ограничивать их объёмы, которые составили, по одному из подсчётов, 27 терабайт. На внутреннем брифинге АНБ в мае 2012 года обсуждался вопрос о том, что объём поступающей информации по программе сбора местоположения стал опережать способности АНБ к её обработке и хранению. Уже через полгода в АНБ был начат процесс перехода на усовершенствованные системы обработки информации, способные перерабатывать большие объёмы.
Согласно имеющимся в распоряжении газеты слайдам, АНБ получает данные о местоположении со всего мира через десять станций перехвата — SIGAD. Одна такая станция под названием STORMBREW, связанная с двумя неназванными в документе партнёрами, упоминаемыми как ARTIFICE и WOLFPOINT, собирает данные с 27 коммуникационных каналов, известных как пары OPC/DPC (см. Пойнт-код), которые, как правило, используются для передачи трафика из внутренней сети одного провайдера к другому. Эти данные включают в себя идентификаторы вышек сотовой связи, которые могут быть использованы для поиска местонахождения телефона.
Анализ документов, переданных Сноуденом, показывает, что возможности АНБ по отслеживанию местонахождения просто поражают, а все попытки обеспечить безопасность коммуникаций неэффективны и тщетны. Любое использование инструментов шифрования или анонимности в Интернете, осуществление вызова с одноразового мобильного телефона или включение телефона только на время звонка являются триггером для специальной проверки пользователя. CO-TRAVELER обращает внимание, например, на факт подключения нового телефона к вышке сотовой связи сразу после этого, как другой телефон поблизости использовался в последний раз.
Согласно 24-страничному документу, разработанному АНБ в сотрудничестве с Национальным агентством геопространственной разведки США и Управлением радиотехнической обороны Австралии, попытка выключения одного устройства и включения другого в одной точке «помогает определить связаны ли сопутники … посредством поведенчески релевантных отношений».
Главной особенностью таких инструментов анализа является то, что они не полагаются на знание заранее определённой цели или наличие подозрений. Они оперируют со всем многообразием данных, хранимых в огромной базе данных АНБ FASCIA, содержащей триллионы записей о местоположении устройств, собранных из различных источников. Базовые аналитические инструменты позволяют осуществлять поиск типичных сценариев и моментов пересечения абонентов по дате, времени и местоположению сотового телефона. Другие инструменты позволяют вычислять скорость и траекторию для большого количества мобильных устройств с наложением электронных данных на карты движения транспорта для расчета вероятного времени в пути и определения их пересечений. Чтобы решить проблему незаметного наблюдения за сотрудниками ЦРУ, дислоцированными за рубежом, один подрядчик разработал аналитическую модель, которая позволяла фиксировать путь сотрудника и искать другие мобильные устройства в устойчивой близости. В отчёте говорится, что «результаты не были подтверждены оперативными аналитиками».